# Campillo de Altobuey
Campillo de Altobuey ist ein Ort und eine Gemeinde (Municipio) mit 1.286 Einwohnern (Stand: 2024) in der Provinz Cuenca in der Autonomen Region Kastilien-La Mancha.

## Geographie
Campillo de Altobuey liegt etwa 60 Kilometer südsüdöstlich von Cuenca in einer Höhe von ca. 940 m.

## Bevölkerungsentwicklung
| 1900 | 1950 | 1970 | 1981 | 1991 | 2001 | 2011 | 2021 |
| ---- | ---- | ---- | ---- | ---- | ---- | ---- | ---- |
| 3364 | 3477 | 2415 | 1715 | 1744 | 1650 | 1649 | 1246 |

## Sehenswürdigkeiten

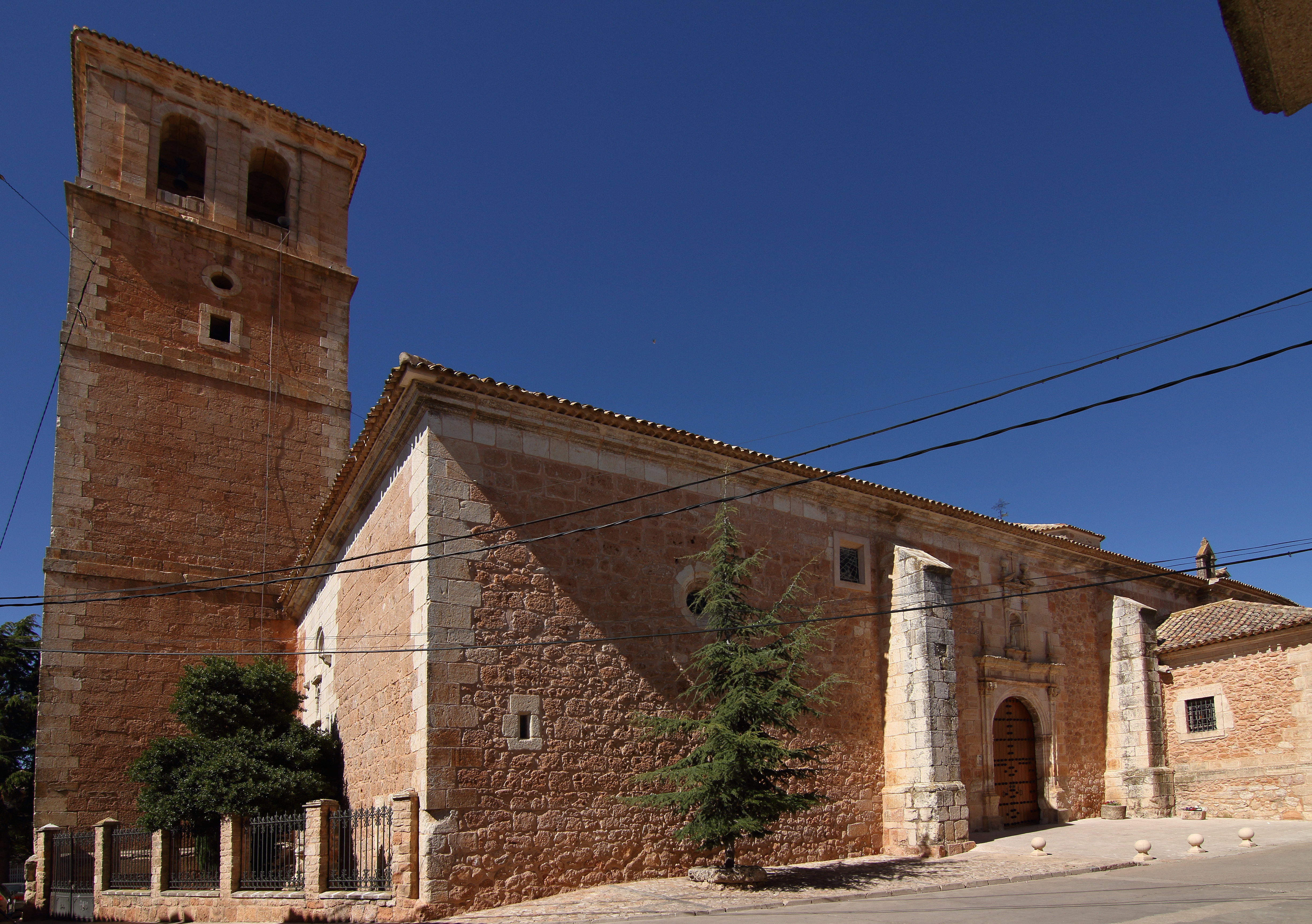
Andreaskirche
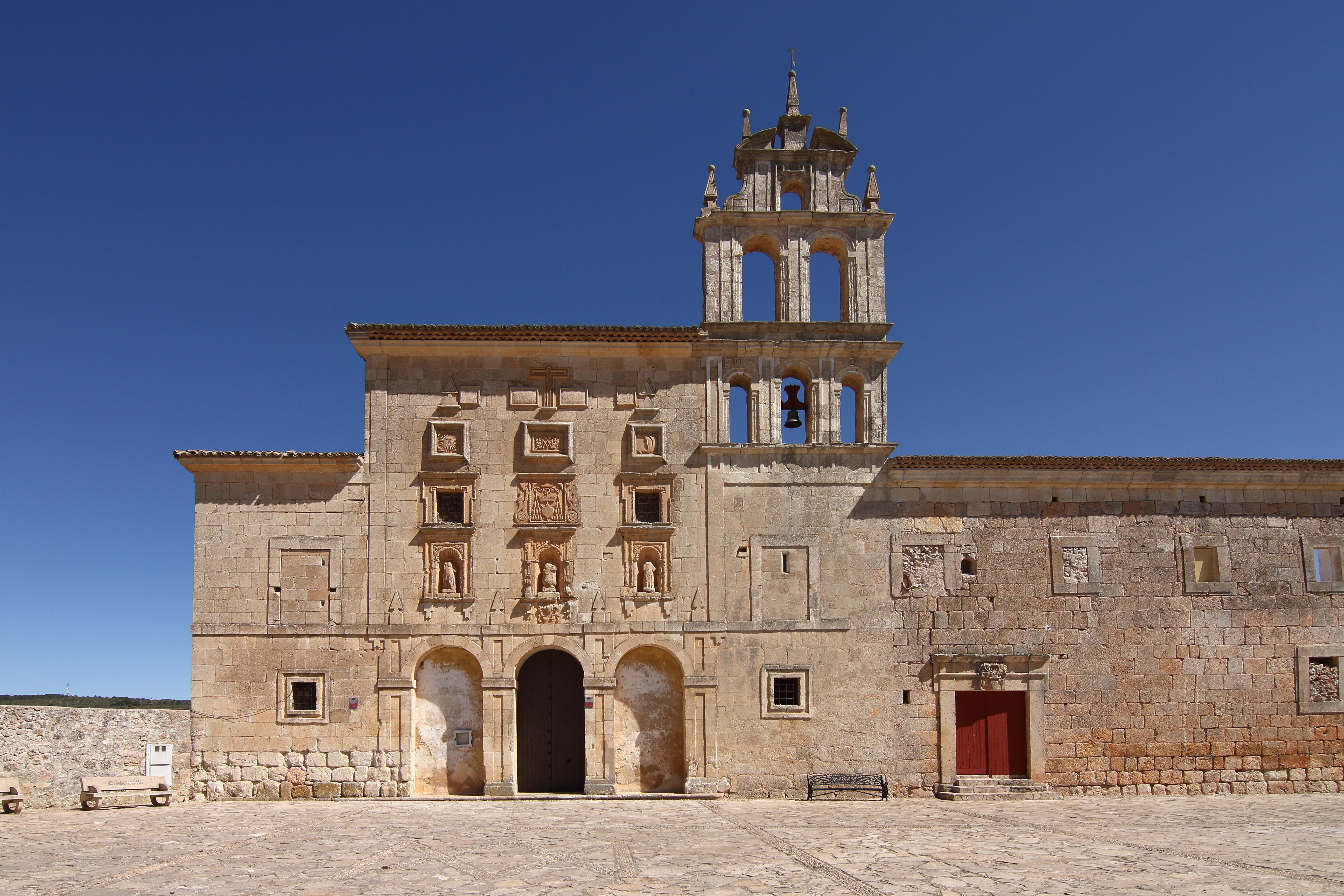
Wallfahrtskirche der Jungfrau von La Loma
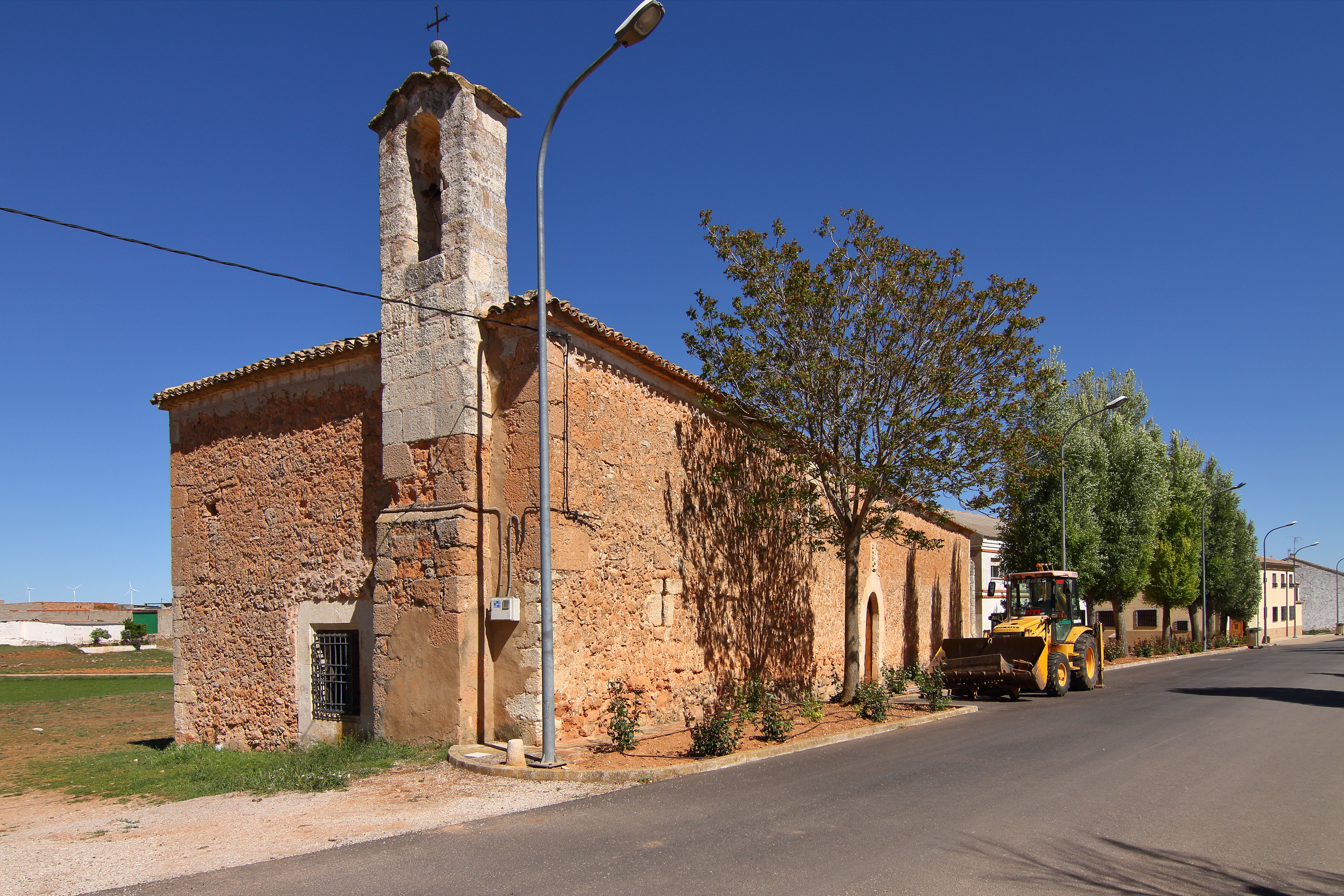
Rochuskapelle
- Christuskapelle
- Dreifaltigkeitskapelle
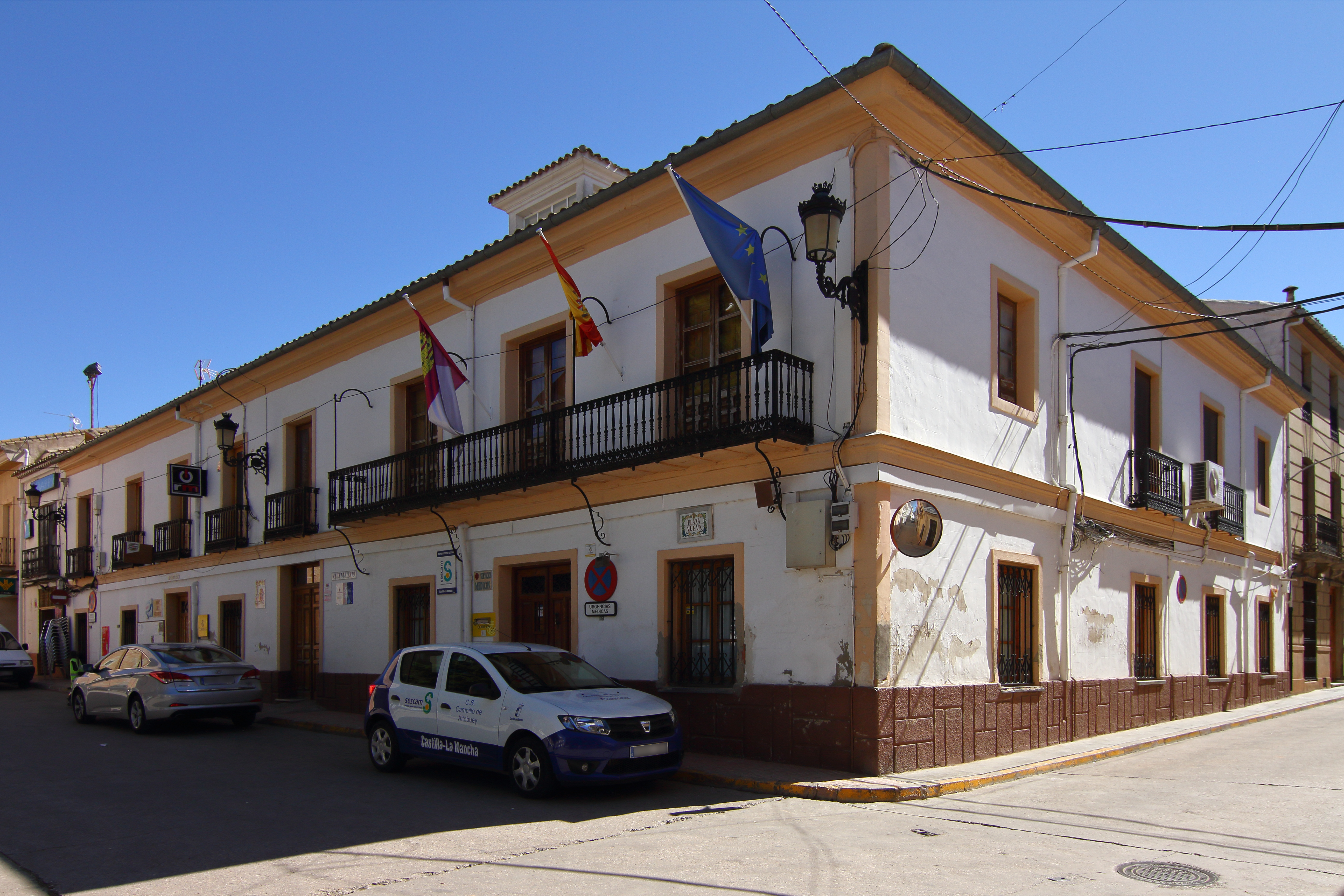
Rathaus

- Andreaskirche
- Wallfahrtskirche der Jungfrau von La Loma
- Rochuskapelle
- Rathaus